# Пышминка
Пышминка — деревня в Тюменском районе Тюменской области России. Входит в состав Винзилинского муниципального образования.

## География
Пышминка находится на юго-западе Тюменской области, в пределах юго-западной части Западно-Сибирской низменности, на правом берегу реки Пышмы, на расстоянии примерно 19 километров (по прямой) к юго-востоку от города Тюмени — административного центра области и района. Абсолютная высота — 54 метра над уровнем моря.

### Климат
Климат резко континентальный, с холодной продолжительной зимой и тёплым относительно коротким летом. Среднегодовая температура — 0,7 °C. Средняя температура воздуха самого холодного месяца (января) — −17,2 °C (абсолютный минимум — −46 °C); самого тёплого месяца (июля) — 17,8 °C (абсолютный максимум — 39 °С). Безморозный период длится 121 день. Среднегодовое количество атмосферных осадков составляет 470 мм, из которых 365 мм выпадает в тёплый период. Продолжительность залегания снежного покрова составляет в среднем 151 день.

## Население
| 2010 |
| ---- |
| 339  |

### Половой состав
По данным Всероссийской переписи населения 2010 года, в  мужчины составляли 49 % от общего числа жителей Пышминки, женщины — соответственно 51 %.

### Национальный состав
Согласно результатам переписи 2002 года, в национальной структуре населения русские составляли 87 % из 238 человек.